# Первая алия
Пе́рвая алия́ — первая численно значительная волна иммиграции (алия) евреев в Палестину, происходившая в период с 1881 года по 1903 год, связана с сионизмом и последствиями еврейских погромов в 1881—1882 годах, прокатившейся по Российской империи. Насчитывала около 25 тыс. человек, отправившихся в Палестину преимущественно под влиянием движений Ховевей Цион и Билу.

## История
В 1882—1903 годах в Палестину, тогда входившую в османский вилайет Сирия (исключая отдельный Иерусалимский санджак), переселилось около 35 тысяч евреев. Большинство из них принадлежало к ранним сионистским движениям Ховевей-Цион (Любящие Сион) и Би́лу (билуйцы), и прибыло из Восточной Европы (главным образом из Российской империи, с территорий современных Польши, Белоруссии и Украины); небольшое число прибыло также из Йемена. По большей части это были религиозные евреи.
Поселенцы сталкивались с большими трудностями: нехватка средств, тяжёлые природные условия, недостаток соответствующего сельскохозяйственного опыта, болезни и тому подобное. В преодолении этих затруднений большую роль сыграл барон Эдмон де Ротшильд, взявший несколько основанных поселений под свою опеку и помогавший поселенцам льготными кредитами и специалистами.
Большая часть репатриантов осела в городах, главным образом в Иерусалиме и Яффе. Около четвёртой части из них занялись сельским хозяйством.
Несмотря на многочисленные трудности, именно эти первопроходцы заложили основы поселенчества в стране и основали сельскохозяйственные поселения. Из некоторых основанных в этот период поселений впоследствии выросли такие города, как Петах-Тиква, Ришон ле-Цион, Реховот, Рош-Пина и Зихрон-Яаков.